# Giovanni Nasalli Rocca di Corneliano

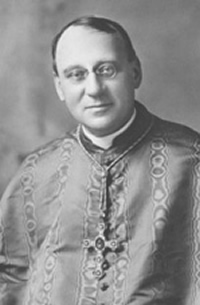
Giovanni Kardinal Nasalli Rocca di Corneliano

Giovanni Battista Kardinal Nasalli Rocca di Corneliano (* 27. August 1872 in Piacenza; † 13. März 1952 in Bologna) war ein italienischer Geistlicher und Erzbischof von Bologna.

## Leben
Giovanni Nasalli Rocca di Corneliano empfing nach philosophischen und theologischen Studien in Rom am 8. Juni 1895 das Sakrament der Priesterweihe. Anschließend arbeitete er bis 1907 als Seelsorger in Rom. Nachdem er bereits 1898 zum Doktor des Kirchenrechts promoviert wurde, verlieh ihm Papst Leo XIII. 1902 den Titel eines Apostolischen Protonotars. 
Am 10. Februar 1907 spendete ihm Kardinal Vincenzo Vannutelli die Bischofsweihe, nachdem Nasalli Rocca di Corneliano am 25. Januar desselben Jahres zum Bischof von Gubbio ernannt worden war; Mitkonsekratoren waren Erzbischof Paolo Maria Barone, ehemaliger Bischof von Casale Monferrato, und Raffaele Virili. Im Jahre 1916 ernannte ihn Papst Benedikt XV. zum Päpstlichen Almosenier und zum Titularerzbischof von Thebae, 1921 übertrug er ihm die geistliche Leitung der Katholischen Jugend Italiens (bis 1926) sowie die Leitung des Erzbistums Bologna. Papst Pius XI. nahm Giovanni Nasalli Rocca di Corneliano im Konsistorium am 23. Mai 1923 als Kardinalpriester mit der Titelkirche Santa Maria in Traspontina in das Kardinalskollegium auf. In den folgenden Jahren vertrat er als päpstlicher Legat den Papst bei mehreren Feierlichkeiten, unter anderem bei der Gedenkfeier zum 100. Todestag von Papst Pius VII. 1923 und der Beisetzung des Erfinders Guglielmo Marconi im Juli 1937. Kardinal Nasalli nahm am Konklave 1939 teil, das Pius XII. zum Papst wählte.
Giovanni Nasalli Rocca di Corneliano starb am 13. März 1952 nach einem Herzinfarkt in Bologna und wurde im dortigen Santuario della Madonna di San Luca beigesetzt. Er war der Onkel des späteren Kardinals Mario Nasalli Rocca di Corneliano.